# Papyrus Foead 266

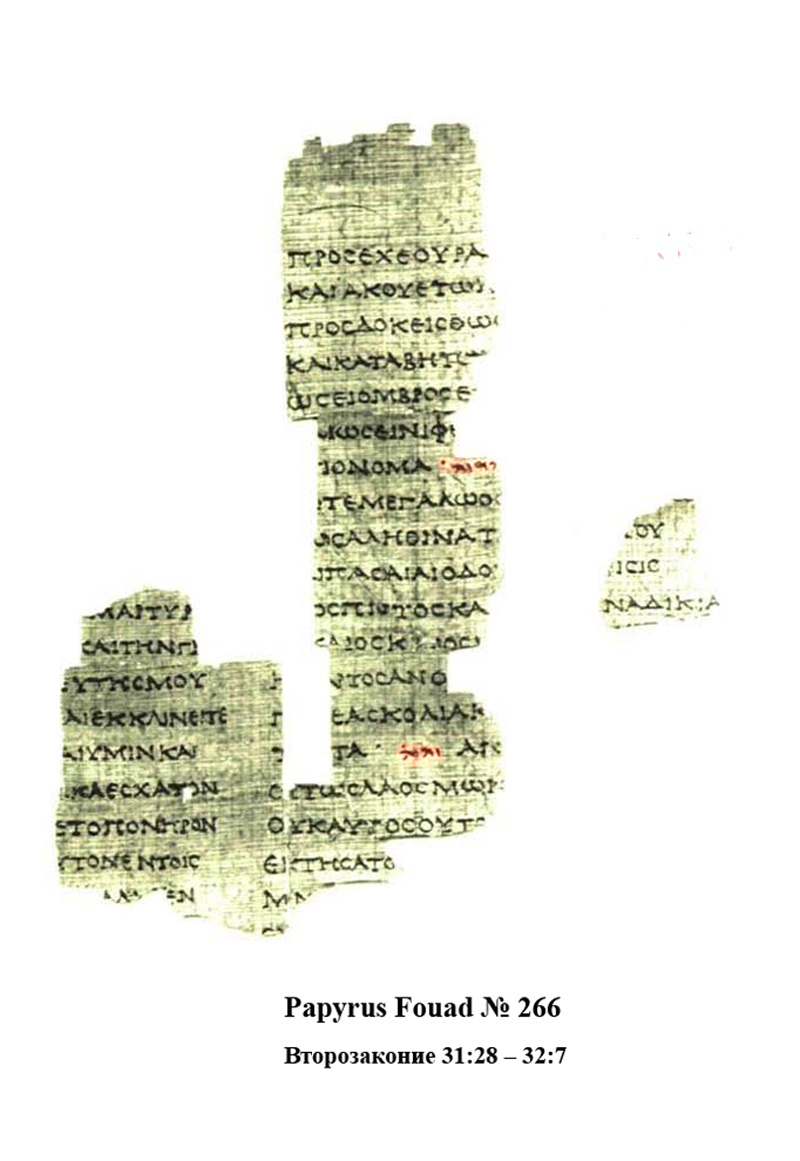
Fragment uit Deuteronomium 31:28 - 32:7

Het manuscript Papyrus Foead 266 (Rahlfs 847, 848 en 940;  TM nr: 62290; LDAB id: 3451: VH: 0056)) is een septuagint-manuscript (LXX) van het Pentateuch, gevonden in Egypte. Het manuscript bevindt zich in het Societé Royale de Papyrologie in Caïro. Middels paleografisch onderzoek is de tekst gedateerd op de 1e eeuw v.Chr.
Het voorvoegsel Fouad herdenkt Foead I van Egypte.

## Tetragrammaton
Het is het oudste manuscript dat in het midden van de Griekse tekst het Hebreeuwse Tetragrammaton in het Aramese "vierkant" of Ashuri-schrift gebruikt.
- Virtual International Authority File: 2727159478162527990003